# مريم (أم يعقوب الصغير ويوسي وسالومة)

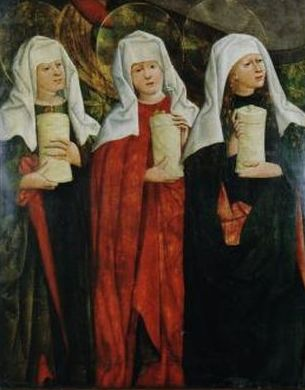
المريميات الثلاث، وتظهر مريم ام يعقوب جنبًا إلى جنب مريم زوجة كلوبا ومريم المجدلية.

مريم أم يعقوب أو مريم أم يعقوب الصغير ويوسي وسالومة وهي واحدة من النساء اللواتي ذهبنّ إلى قبر يسوع بعد دفنه، جنبًا إلى جنب مريم زوجة كلوبا ومريم المجدلية. ومن المسلم به اعتبارها إحدى شخصيات حاملات الطيب حسب التقاليد المسيحية.